# Dispositivo de Odón
O dispositivo de Odón é um dispositivo médico que auxilia durante um parto distócico. O dispositivo de baixo custo consiste num compartimento de plástico que é inflado em torno da cabeça do bebê e é usado para facilitar a cabeça da criança através da vagina.

## Uso
Mundialmente, mais de 13 milhões de partos a cada ano apresentam complicações e, a cada dia, cerca de 800 mulheres morrem diariamente de causas preveníveis relacionadas à gestação e ao parto. Este número, portanto, chega a 300 000 vítimas anualmente. O uso do fórceps e de outros dispositivos mecânicos na extração do bebê podem dificultar o parto e causar hemorragia interna na mãe e machucar a cabeça ou a coluna do bebê.
O dispositivo de Odón tem o potencial de simplificar o parto normal em gestações complicadas na qual seria necessária uma cesariana, o uso do fórceps ou a extração a vácuo da criança. Ao reduzir o contato com a cabeça do bebê e com o canal do parto, o risco de infecção também é reduzido.

## Testes e desenvolvimento
Após a realização de teste contínuos, o dispositivo foi apresentado ao chefe de obstetrícia de um hospital de Buenos Aires, o qual constatou o beneficio do método e providenciou testes minuciosos em um laboratório com simuladores. Teste de segurança foram realizados em 20 mulheres na Argentina, as quais já haviam dado à luz e estavam passando por gestações sem anormalidades, incluindo uma mulher que deu à luz um bebê de 4,1 kg com apenas dois impulsos. Ademais, testes adicionais serão realizados na China, Índia e África do Sul e m mais de 250 mulheres, com uma combinação de mulheres experienciando partos sem complicações e partos com complicações.
A empresa de tecnologia médica Becton Dickinson concordou em produzir e distribuir o dispositivo, com estimativas de que o Odón custaria US$ 50, com a expectativa de ser usado por parteiras e obstetras. A Organização Mundial da Saúde (OMS) ofereceu uma posição favorável quanto ao dispositivo, que foi reconhecido pelo seu "potencial para salvar a vida de mães e recém-nascidos no momento do nascimento". O médico Mario Merialdi chamou o dispositivo de "empolgante", dizendo que o parto é uma área que teve pouco progresso tecnológico recente. A diretora-geral da OMS, a médica Margaret Chan, descreveu o dispositivo como "uma maneira simplificada e de baixo custo para dar à luz e proteger as mães que prometem transferir a capacidade de salvar vidas para postos de saúde rurais, que quase nunca têm instalações e funcionários para realizar uma cesariana a não ser com o fórceps ou a extração a vácuo, de há séculos."